# کلارک آبل
کلارک آبل (انگلیسی: Clarke Abel; 1789 – ۲۴ نوامبر ۱۸۲۶) یک گیاه‌شناس، و طبیعت‌شناس اهل بریتانیا بود.